# لی کیائومینگ
لی کیائومینگ (انگلیسی: Li Qiaoming; زادهٔ ۱۹۶۱) ارتشبد نیروی زمینی ارتش آزادی‌بخش چین است، که از دسامبر ۲۰۲۲ به‌عنوان چهارمین فرمانده نیروی زمینی ارتش آزادی‌بخش خلق فعالیت می‌کند.
کیائومینگ فعالیت نظامی را از سال ۱۹۷۶ در نیروی زمینی چین آغاز کرد، از ۲۰۱۳ تا ۲۰۱۶ فرمانده ارتش ۴۱ بود، از ۲۰۱۶ تا ۲۰۱۷ به‌عنوان فرمانده جبهه شمالی نیروی زمینی فعالیت می‌کرد و در فاصله سال‌های ۲۰۱۷ تا ۲۰۲۲ فرماندهی جبهه شمالی را برعهده داشت.